# Betcave-Aguin
Betcave-Aguin é uma comuna francesa na região administrativa de Occitânia, no departamento de Gers. Estende-se por uma área de 10,19 km². Em 2010 a comuna tinha 87 habitantes (densidade: 8,5 hab./km²).